# 邪馬台国の言語
邪馬台国の言語（やまたいこくのげんご）では、『三国志』魏書・東夷伝・倭人条、いわゆる魏志倭人伝に書かれた日本（邪馬台国）の固有名詞またはそこから推測される日琉語族の言語について解説する。

## 概要
魏志倭人伝に見える「倭」の地名、人名、官名は、日本列島の言語に関するあるていどの分量を有する最古の資料である。「倭」の言語は、そのすべてもしくは大半が、日琉語族の言語であると考えられていることから、知られている最古の日琉語の資料でもある。記述上の時系列でいえば、魏志倭人伝以前に『後漢書』東夷列伝があるが、『三国志』の編纂は『後漢書』に先行する。
魏志倭人伝には、「倭」の30の地名と8人の人名、そして14の（人名の可能性もある）官名が出現する。これら52の音訳語が、日本列島で用いられた言語の最古の対音資料となる。
魏志倭人伝の固有名詞の分析は、日本語学、中国語音韻学、歴史学、考古学などに関する広範囲の学際的な知識が必要である。魏志倭人伝に使用されている日本語は非常に古く、その解釈には日本語学や歴史学に関する深い知識を要する。また、固有名詞の分析には、上古音と中古音の中間的段階の音韻を使用する必要があるため、中国語音韻学に関する深い理解も要する。この難解な性格のために、魏志倭人伝の固有名詞をめぐる研究は、ほとんど進んでいない。

## 音韻論

### 音素目録に関する特徴
奈良時代（上代）における日本語の音韻の種類と構造は、同時代の中国の音韻と比較するとさらに次の様な特徴がある。
上代日本語には中国音韻のハ (h) 行（喉音<暁>や喉音<匣>）の音韻がない
上代日本語のハ行はパ (p) のような唇音であったので、中国中古音韻の喉音<暁>や喉音<匣>の声類に属する字はカ行音に表記されている。おなじ特徴が倭人伝の訳音語に見られる。「卑弥呼」の「呼」は中国音韻では喉音<暁>のハ行の子音（声類）であるが、後年の日本語では「ヒミコ」とカ行で訳された可能性が高いと考えられる。ここでも倭人伝の訳音語は上代日本語の音韻の種類と同じ性質を持っていることを示唆する。
上代日本語には中国音韻の次清音がない
万葉仮名には中国音韻の次清音字が使われている。しかし、日本書紀のα群と呼ばれる歌謡には、次清音字が仮名として全く使われていない。これはα群が中国人によって訳音された仮名文字が使用されたためと考えられている。中国人の耳には上代日本語に次清音がなかったことを意味している。倭人伝の訳音語にも次清音字は見られない。ここでも倭人伝の訳音語は上代日本語の音韻の種類と同じ性質を持っていることを示唆する。この特徴は、中国原音に基づいて音訳された語が倭人伝に多かったことを物語る。ただし、中国原音に基づかない、「卑弥呼」や「対馬国」などの表記があることも事実である。

### 音素配列論的な特徴
3世紀以前の倭人語の音韻結合の特徴は8世紀（奈良時代）の日本語の特徴と同じであることが、森博達らによって解明されている。
奈良時代（上代）における日本語の音韻結合の主な特徴としては
1. 開音節（母音終わり）を原則とする。
2. ア行は原則として頭音にくること。
3. 頭音には原則としてラ行が来ないこと。
4. 頭音には原則として濁音が来ないこと。

などがある。
他方、倭人伝の訳音語を中国の中古音体系の「切韻」によって分類すると次のような特徴が明らかとなる。
1. 開口字が全体の92%を占め[注釈 1]、母音終わりの文字が88％を占めている[注釈 2]。したがって、倭人伝の訳音語は開音節が原則となっている。「おそらく倭人語には、上代日本語と同様、閉音節（子音終り）は存在しなかったであろう」[6]。
2. ア行に用いられた可能性のある字は「伊」「巳」「惟」「一」「邑」「烏」の6種類10字であるが、この内、語頭以外で用いられているのは「支惟国」、「呼邑国」および「載斯烏越」である。しかし「惟」が「邪（ヤ）」や「与（ヨ）」と同じ喉音「以」の子音（声類）に属しているので「ヤ」行の語であればア行ではなくなる。「邑」と「烏」も「倭（ワ）」と同じ喉音「影」の子音（声類）に属しているのでワ行であればア行ではなくなる。すなわち頭音でないところで使われているア行の字は見当たらなくなり、奈良時代の日本語の特徴に一致する。
3. ラ行と考えられる舌音「来」の子音に属する「廬」「離」「利」は、末盧国、都市牛利、彌彌那利、巴利国、卑奴母離の6例であり、すべて頭音にきていない。
4. 語頭に濁音文字（全濁音字）が来ている語には「兕馬觚」、「投馬」そして「臺与」の3つがある。しかし、これらの「全濁音字が場合によっては倭人語の清音を表すのに用いられた可能性もある」[7]。「臺与」は「とよ」、「投馬」は「どま」だが実際には「於投馬」で「おどま」と読む可能性が指摘されておりその場合頭音に濁音が来ないこととなり、奈良時代の日本語の特徴に一致する。

このように、倭人伝の訳音語は基本的に上代日本語の音韻結合の法則性に従う可能性の高いことが明らかになってきた。

### 音節結合上の問題
ただし、上代日本語の音韻結合の法則性に従わないように見える特徴もある。
オ列甲類の使用頻度問題
切韻「模」韻字に属する「奴」や「都」や「呼」などは延べ37回、全体の約25％に使われている。森博達の見解では「模」韻字は上代日本語のオ列甲類を表す音節に使われる。ところが上代日本語のオ列甲類の使用頻度は4%と極めて少なく、倭人語とは顕著な差があると森博達は主張する。この違いをどう解釈するかという問題が残る。
解決点は「模」韻字の発音の変化にある。「模」韻字は中国中古音ではオ列を表す文字として使用されたが、後漢時代以前の上古音ではア列を表す文字として使われたことが知られている。「奴国」の「奴」は「ナ」と発音されオ列甲音にならないのは、後漢時代に既に金印に「奴国」と刻印され、上古音のア列を表す文字として使われた過去を踏襲したからである。「模」韻字の「廬」も「末廬国」に「ラ」と発音されア列となっている。「模」も「多模」で「タマ」と発音しア行の可能性がある。つまり「模」韻字の属する「奴」「廬」「模」がのべ17回つかわれているが、それらすべてがア列で発音されるなら、残りの「模」韻字のオ列甲類の頻度は20回、全体の14％となる。さらに「蘇」が「サ」、「謨」が「マ」または「ム」、「吾」が「ガ」と発音されたなら、残りの「模」韻字のオ列甲類の頻度は15回、全体の10％となる。オ列甲類の使用頻度が10～15％であれば高いとは言えず、上代日本語の特徴と矛盾しない。
オ列甲類の複数存在問題
森の指摘する第二の問題は一語中におけるオ列甲類語の複数存在の問題である。上代日本語には特殊な語を除いて「同一結合単位に甲類のオ列音が複数存在することがない」。ところが倭人語にはオ列甲類とみなされる「模」韻字の複数存在する例が5つみられる。 好古都国、蘇奴国、華奴蘇奴国、烏奴国および泄謨觚である。
この問題の解決の糸口は、第一の頻度問題と同じく、倭人語の「模」韻字にはオ列ではなくア列を発音する語が少なからず存在することである。特に「奴」は「ナ」と発音されることがほぼ確実である。したがって蘇奴国、華奴蘇奴国および烏奴国に関してはオ列甲類が複数存在したことにはならない。泄謨觚に関しても「セマコ」と呼ばれたなら、オ列甲類が複数存在したことにはならない。ただし好古都国に関してはまだ解決の方策は見いだせない。好古都国が「クカト」国と発音されたならオ列甲類が複数存在したことにはならないが、そのように解釈する根拠はまだ見いだせない。
或いは直前の「都支」を「刀支県主（トキ）」、「弥奴」を「美濃県主（ミノ）」として他に殆ど現れない「好」を「奴」の誤字と想定した「奴古都」は「額田国造（ノカタ > ヌカタ）」となり岐阜県〜滋賀県に確定する。

## 音節表
森博達が中国中古音（切韻）体系によって音節総表をつくっているので、示しておく（下の表は森の表をやや簡略にしたものである。カッコに囲まれた字は合口字を表す）。
|      |        |      | 母音（韻類） |      |        |        |        |       |      |      |      |      |      |      |      |      |      |      |      |      |       |      |      |      |      |
|      |        |      | 開閉         | 開閉 | 陰声   | 陰声   | 陰声   | 陰声  | 陰声 | 陰声 | 陰声 | 陰声 | 陰声 | 陰声 | 陰声 | 陰声 | 陰声 | 陰声 | 陰声 | 陽声 | 陽声  | 入声 | 入声 | 入声 | 回数 |
|      |        |      |              | 部   | 果・仮 | 果・仮 | 果・仮 | 遇    | 遇   | 蟹   | 蟹   | 蟹   | 止   | 止   | 止   | 止   | 効   | 流   | 流   |      |       |      |      |      | 回数 |
| 子音 | 声類   | 行   | 清濁         | 列   | 歌     | 麻     | 麻     | 模    | 魚   | 台   | 佳   | 斉   | 支   | 脂   | 之   | 微   | 豪   | 候   | 尤   | n    | ng    | p    | t    | k    | 回数 |
| 子音 | 唇音   | 幫   | 全清         | 全清 |        | 巴     |        |       |      |      |      |      | 卑   |      |      |      |      |      |      |      | 柄    |      | 不   | 百   | 14   |
| 子音 | 唇音   | 明   | 次濁         | 次濁 |        | 馬     |        | 模.謨 |      |      |      | 米   | 彌   |      |      |      |      | 母   |      |      |       |      | (末) |      | 27   |
| 子音 | 牙音   | 見   | 全清         | 全清 |        |        |        | 觚,古 |      |      | 佳   |      |      |      |      | (鬼) |      | 狗   |      |      | 弓,躬 |      |      |      | 16   |
| 子音 | 牙音   | 群   | 全濁         | 全濁 |        |        |        |       | 渠   |      |      |      |      | 耆   |      |      |      |      |      |      |       |      |      |      | 2    |
| 子音 | 牙音   | 疑   | 次濁         | 次濁 |        |        |        | 吾    |      |      |      |      |      |      |      |      |      |      | 牛   |      |       |      |      |      | 2    |
| 子音 | 喉音   | 影   | 全清         | 全清 | (倭)   |        |        | 烏    |      |      |      |      |      | 伊   |      |      |      |      |      |      |       | 邑   | 一   |      | 9    |
| 子音 | 喉音   | 暁   | 全清         | 全清 |        |        |        | 呼    |      |      |      |      |      |      |      |      | 好   |      |      |      |       |      |      |      | 5    |
| 子音 | 喉音   | 匣   | 全濁         | 全濁 |        | (華)   |        |       |      |      |      |      |      |      |      |      |      |      |      |      |       |      |      | (獲) | 2    |
| 子音 | 喉音   | 云   |              |      |        |        |        |       |      |      |      |      | (為) |      |      |      |      |      |      |      |       |      | (越) |      | 2    |
| 子音 | 喉音   | 以   | 次濁         | 次濁 |        |        | 邪     |       | 与   |      |      |      |      | (惟) | 已   |      |      |      |      |      |       |      |      | 掖   | 8    |
| 子音 | 舌音   | 端   | 全清         | 全清 | 多     |        |        | 都    |      | (対) |      | 鞮   | 智   |      |      |      |      |      |      |      |       |      |      |      | 9    |
| 子音 | 舌音   | 定   | 全濁         | 全濁 |        |        |        |       |      | 臺   |      |      |      |      |      |      |      | 投   |      |      |       |      |      |      | 3    |
| 子音 | 舌音   | 泥   | 次濁         | 次濁 | 那     |        |        | 奴    |      |      |      |      |      |      |      |      |      |      |      | 難   |       |      |      |      | 17   |
| 子音 | 舌音   | 来   | 次濁         | 次濁 |        |        |        | 廬    |      |      |      |      | 離   | 利   |      |      |      |      |      |      |       |      |      |      | 8    |
| 子音 | 歯頭音 | 精   | 全清         | 全清 |        |        | 姐     |       |      | 載   |      |      |      |      |      |      |      |      |      |      |       |      |      |      | 2    |
| 子音 | 歯頭音 | 心   | 全清         | 全清 |        |        |        | 蘇    |      |      |      |      | 斯   |      |      |      |      |      |      |      |       |      | 泄   |      | 6    |
| 子音 | 歯頭音 | 邪   | 全濁         | 全濁 |        |        |        |       |      |      |      |      |      | 兕   |      |      |      |      |      |      |       |      |      |      | 1    |
| 子音 | 正歯音 | 章   | 全清         | 全清 |        |        |        |       |      |      |      |      | 支   |      |      |      |      |      |      |      |       |      |      |      | 7    |
| 子音 | 正歯音 | 書   | 全清         | 全清 |        |        |        |       |      |      |      |      |      |      |      |      |      |      |      |      | 升,聲 |      |      |      | 3    |
| 子音 | 正歯音 | 常   | 全濁         | 全濁 |        |        |        |       |      |      |      |      |      | 市   |      |      |      |      |      | 臣   |       |      |      |      | 2    |
| 子音 | 正歯音 | 日   | 次濁         | 次濁 |        |        |        |       |      |      |      |      | 爾   |      |      |      |      |      |      |      |       |      |      |      | 1    |
| 子音 | 回数   | 回数 | 回数         | 回数 | 3      | 11     | 5      | 37    | 2    | 5    | 1    | 2    | 35   | 11   | 1    | 2    | 1    | 11   | 1    | 2    | 6     | 1    | 6    | 3    | 146  |

## 固有名詞の一覧

### 凡例
- John R. Bentley が、Axel Schussler による後漢中国語（LHC）と呼ばれる晩期上古音の体系での再建音を示すとともに、上代日本語や日琉祖語などの特徴を考慮して、当時の倭人語を再建している。これらを Bentley (2008) として付する[11]。
- 長田夏樹が、後漢後期の洛陽の音韻体系をみずからの手で再建している。これを「洛陽古音」として付する[12]（ただし誤植が多いため、執筆者の気づいたかぎり修正してある）。

### 国名
|          | Bentley (2008)   | Bentley (2008)  | 長田（1975）     |
| 対音     | LHC              | 倭人語          | 洛陽古音         |
| -------- | ---------------- | --------------- | ---------------- |
| 対馬     | *tuəs-maˀ        | *təsVma *tusVma | twəi-mɒ          |
| 一支     | *ʔit-kie         | *ike            | ɪøt-k̂ĭeĭ         |
| 末盧     | *mɑt-lɔ          | *mat-rɔ         | mwɑt-lɑ          |
| 伊都     | *ʔi-tɔ           | *itɔ            | ɪøi-tɑ           |
| 奴       | *nɑ              | *nɑ             | nɑ               |
| 不彌     | *pu-mie          | *pume           | pɪwəŭ-mɪøĭ       |
| 投馬     | *do-maˀ          | *toma           | ďo-mɒ            |
| 邪馬臺   | *ja-maˀ-də>*-dəɨ | *yama-tə(ɨ)     | iɒ-mɒ-ďəĭ        |
| 斯馬     | *sie-maˀ         | *sema           | sĭeĭ-mɒ          |
| 己百支   | *kɨəˀ-pɑk-kie    | *kɨpa-ke        | iəĭ-pɒk-k̂ĭeĭ     |
| 伊邪     | *ʔi-ja           | *iya            | ɪøĭ-iɒ (ɪøĭ-ziɒ) |
| 都支     | *tɔ-kie          | *tɔke           | tɑ-k̂ĭeĭ          |
| 彌奴     | *mie-nɔ          | *menɔ           | mɪøĭ-nɑ          |
| 好古都   | *houˀ-kɔˀ-tɔ     | *hokɔ-tɔ        | χY-kɑ-tɑ         |
| 不呼     | *pu-hɔ           | *puhɔ           | pɪwəŭ-χɑ         |
| 姐奴     | *tsiɑˀ-nɔ        | *sanɔ           | tsiɒ-nɑ          |
| 對蘇     | *tuəs-sɔ         | *təsɔ *tusɔ     | twəi-sɑ          |
| 蘇奴     | *sɔ-nɔ           | *sɔnɔ           | sɑ-nɑ            |
| 呼邑     | *hɔ-ʔip          | *hɔ-ipV         | χɑ-ĭəp           |
| 華奴蘇奴 | *ɣua-nɔ-sɔ-nɔ    | *wanɔ-sɔnɔ      | χwɒ-nɑ-sɑ-nɑ     |
| 鬼       | *kuiˀ            | *kui            | kɪwəi            |
| 爲吾     | *wɑi-ŋɔ          | *wai-ŋgɔ        | ĭwɐ-ŋɑ           |
| 鬼奴     | *kuiˀ-nɔ         | *kui-nɔ         | kɪwəi-nɑ         |
| 邪馬     | *ja-ma           | *yama           | iɒ-mɒ            |
| 躬臣     | *kuŋ-gin         | *kuŋginV        | kiwəŋ-źien       |
| 巴利     | *pa-liʰ          | *pari           | pɒ-lɪøi          |
| 支惟     | *kie-wi          | *kewi           | k̂ĭeĭ-ɪwøi        |
| 烏奴     | *ʔɔ-nɔ           | *ɔnɔ            | ˀɑ-nɑ            |
| 奴       | *nɑ              | *nɑ             | nɑ               |
| 狗奴     | *koˀ-nɔ          | *konɔ           | ko-nɑ            |

### 人名
|          | Bentley (2008)   | Bentley (2008)  | 長田（1975）            |
| 対音     | LHC              | 倭人語          | 洛陽古音                |
| -------- | ---------------- | --------------- | ----------------------- |
| 卑彌呼   | *pie-mie-hɔ      | *pe-mehɔ        | pĭeĭ-mɪøi-χɑ            |
| 卑彌弓呼 | *pie-mie-kuŋ-hɔ  | *pe-mekuŋhɔ     | pĭeĭ-mɪøi-kɪwəŋ-χɑ(-sɑ) |
| 難升米   | *nɑn-śɨŋ-meiˀ    | *nanə-sɨŋgume-i | nɑn-śɪeŋ-miøi           |
| 都市牛利 | *tɔ-dʑɨəˀ-ŋu-liʰ | *tɔsɨ-ŋguri     | tɑ-źiəĭ-ŋɪwəŭ-lɪøĭ      |
| 伊聲耆   | *ʔi-śeŋ-gɨ       | *ise-ŋgɨ        | ɪøi-śɪeŋ-g’ɪøi          |
| 掖邪狗   | *jak-ja-koˀ      | *yak-yako       | iɑk-iɒ-ko               |
| 載斯烏越 | *tsəʰ-sie-ʔɔ-wɑt | *səse-ɔwat      | tsəĭ-sĭeĭ-ˀɑ-ɪwɐt       |
| 臺與     | *də-jɑˀ          | *təyɑ           | ďəĭ-ĭɑ                  |

### 官名
| 対音       | LHC                      | 倭人語                  |
| ---------- | ------------------------ | ----------------------- |
| 卑狗       | *pie-koˀ                 | *peko                   |
| 卑奴母離   | *pie-nɔ-məˀ-liɑi         | *penɔ-məra-i            |
| 爾支       | *ńeʔ-kie                 | *neke                   |
| 泄謨觚     | *siat-mɔ-kuɔ *jas-mɔ-kuɔ | *sat-mɔ-kuɔ *yas-mɔ-kuɔ |
| 柄渠觚     | *pɨaŋʰ-gɨɑ-kuɔ           | *paŋgɑ-kuɔ              |
| 兕馬觚     | *ziˀ-maˀ-kuɔ             | *sima-kuɔ               |
| 多模       | *tɑ-mɔ                   | *tɑ-mɔ                  |
| 彌彌       | *mie-mie                 | *meme                   |
| 彌彌那利   | *mie-mie-na-liʰ          | *meme-nari              |
| 伊支馬     | *ʔi-kie-maˀ              | *ike-ma                 |
| 彌馬升     | *mie-maˀ-śɨŋ             | *mema-sɨŋgV             |
| 彌馬獲支   | *mie-maˀ-ɣuak-kie        | *mema-wake              |
| 奴佳鞮     | *nɔ-kɛ-de                | *nɔ-kede                |
| 狗古智卑狗 | *koˀ-kɔˀ-ʈeʰ-pie-koˀ     | *ko-kɔte-peko           |